# Église Saint-Saturnin de Coutures
Pour les articles homonymes, voir Église Saint-Saturnin.
L'église Saint-Saturnin est une église catholique située en France, à Coutures, dans le département de la Dorgogne, en région Nouvelle-Aquitaine.
Cette église romane du XIIe siècle fait l'objet d'une protection au titre des monuments historiques.

## Localisation
L'église Saint-Saturnin est située dans le quart nord-ouest du département de la Dordogne, en Ribéracois, au cœur du village de Coutures, en bordure de la route départementale 106.

## Historique

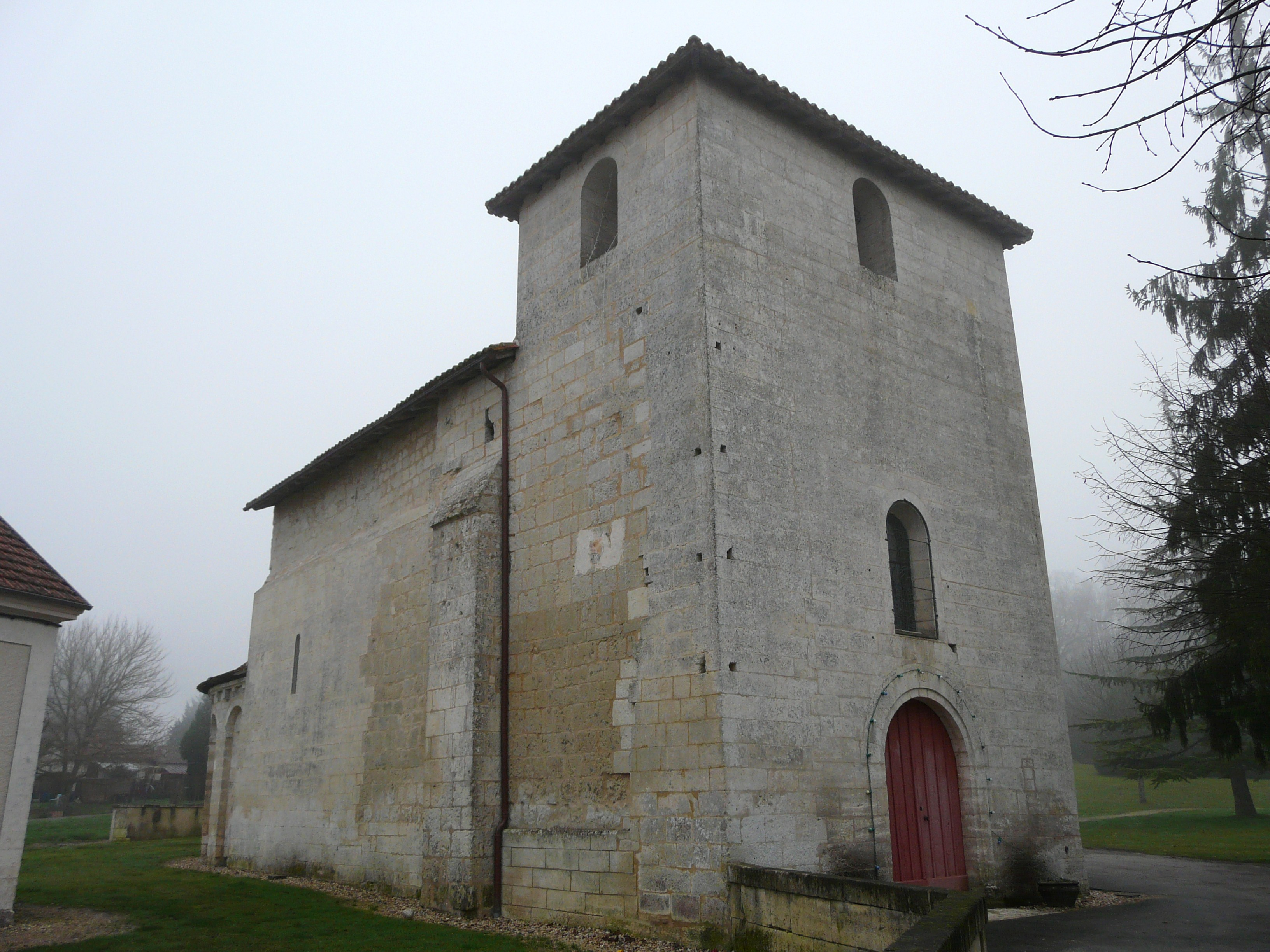
L'angle nord-ouest de l'église.

L'édifice remonte au XIIe siècle. La paroisse est identifiée en 1282 sous le nom de Parochia de Culturis. Les murs actuels surélevés au-dessus de la nef ainsi qu'une bretèche figurant sur une ancienne représentation de l'église démontrent qu'elle a été fortifiée, probablement lors de la guerre de Cent Ans.
En 1445, la paroisse de Coutures dépend du comté de Bourdeilles (qui, à cette date, est rattaché au comté de Périgord), puis en 1481 elle dépend de la châtellenie de Bourdeilles.
Du Moyen Âge jusqu'à la période révolutionnaire, un château fort jouxtait l'église à laquelle les seigneurs accédaient par une tribune qui leur était réservée.
Au XVIIIe siècle, l'église est profondément remaniée par l'ajout de deux chapelles latérales formant un faux transept. Au siècle suivant, la chapelle nord est détruite et le côté ouest, surmonté du clocher, est rebâti.
L'édifice est inscrit au titre des monuments historiques le 17 décembre 1947.

## Architecture
L'édifice est un rectangle orienté est-ouest que prolonge à l'est le chevet hémicirculaire roman décoré extérieurement de modillons. Au sud, un décrochement rectangulaire correspond à la chapelle du XVIIIe siècle.
À l'ouest, le portail est surmonté d'un clocher massif. Il est prolongé par une nef à trois travées soutenant deux coupoles puis par le chœur hémicirculaire.

## Galerie de photos

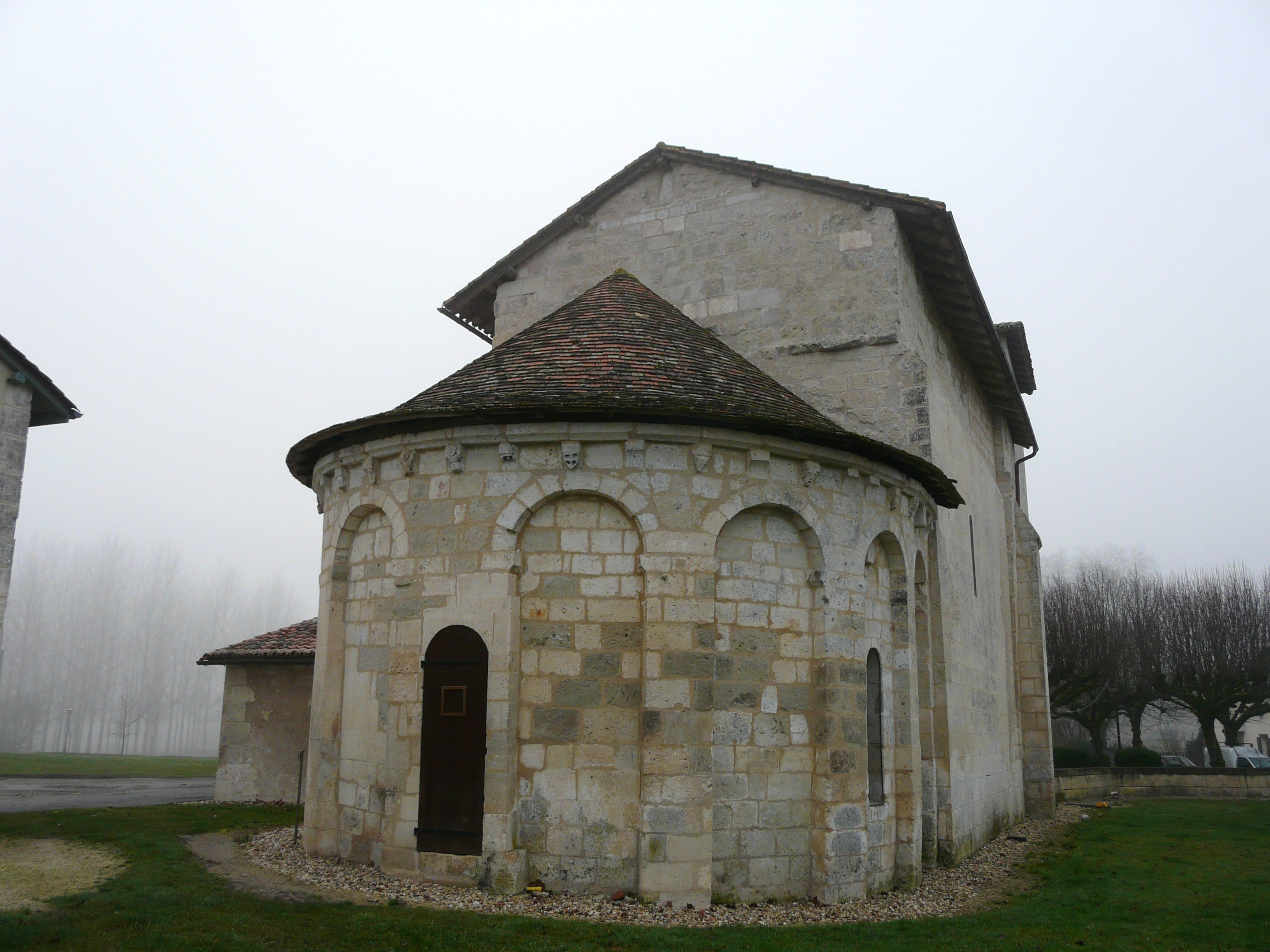
Le chevet.
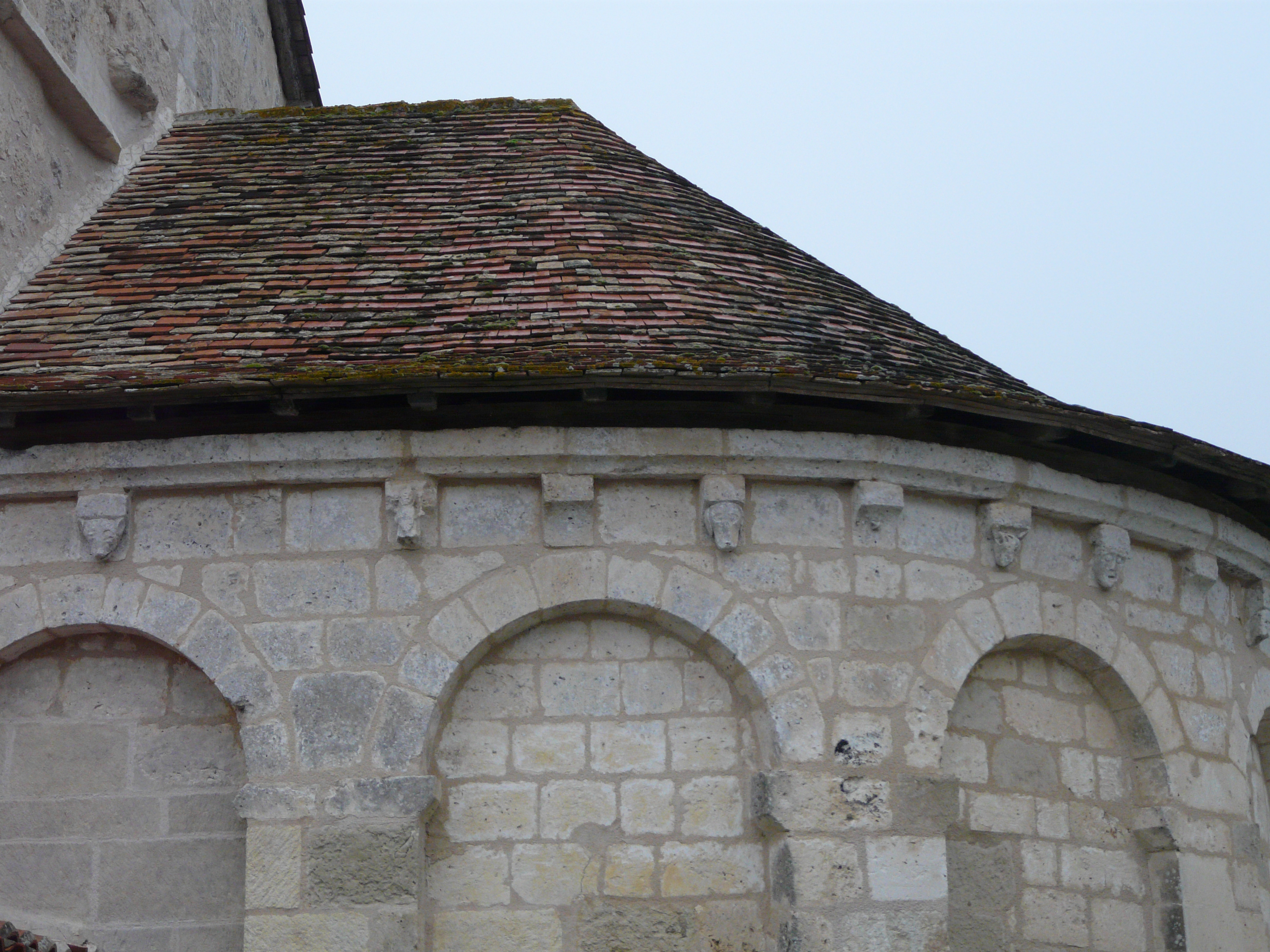
Modillons du chevet.
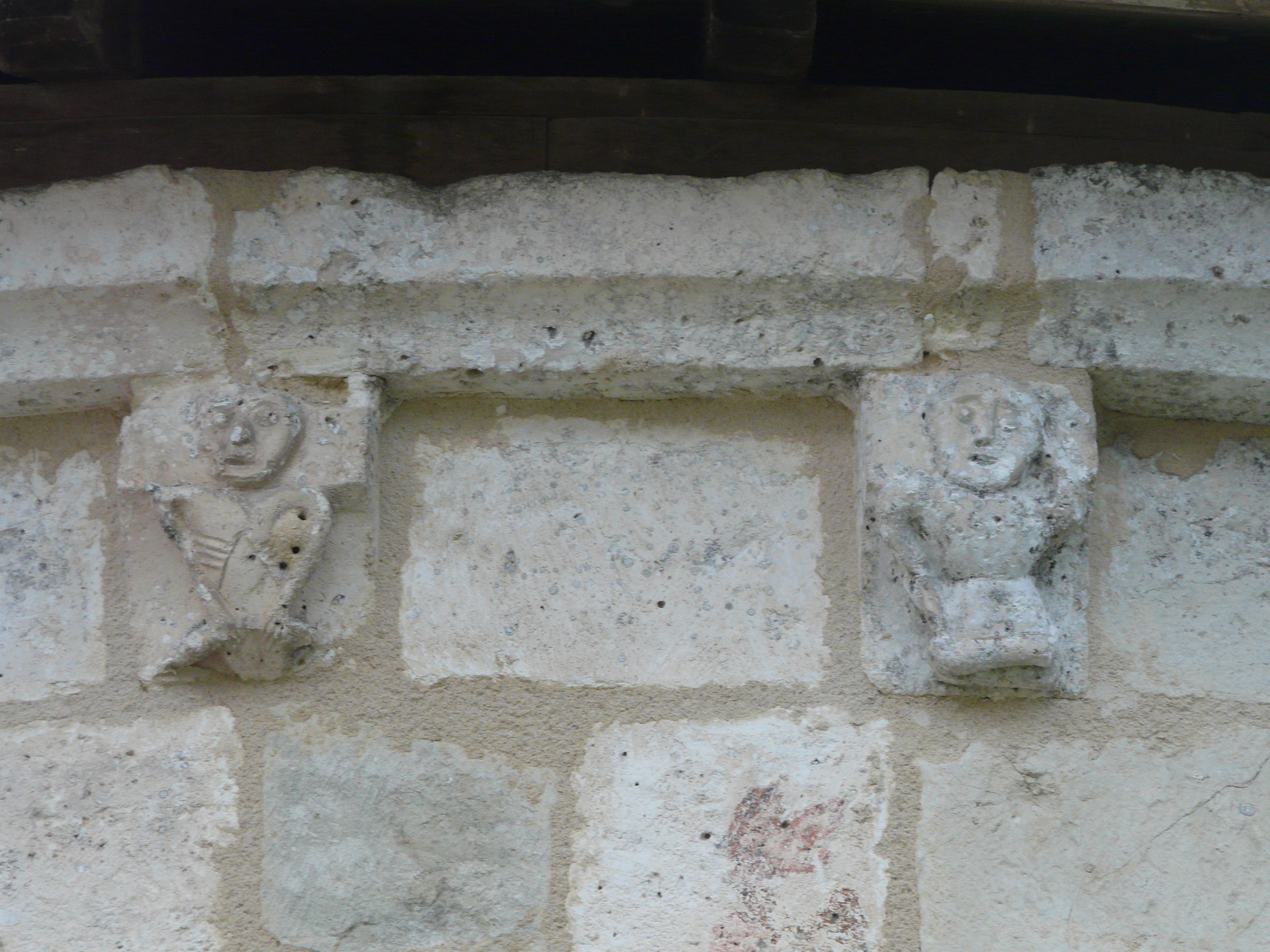
Deux modillons du chevet.